# Ivaté
Ivaté is een gemeente in de Braziliaanse deelstaat Paraná. De gemeente telt 8.294 inwoners (schatting 2009).

## Verkeer en vervoer
De plaats ligt aan de wegen BR-487, PR-082 en PR-182.